# Epidendrum incomptum
Epidendrum incomptum är en orkidéart som beskrevs av Heinrich Gustav Reichenbach. Epidendrum incomptum ingår i släktet Epidendrum och familjen orkidéer. Inga underarter finns listade i Catalogue of Life.